# Liste der Autorenbeteiligungen und Produktionen von Joachim Witt
Dies ist eine Übersicht über die Autorenbeteiligungen und Musikproduktionen des deutschen Musikers Joachim Witt. Zu berücksichtigen ist, dass Hitmedleys, Remixe, Liveaufnahmen oder Neuaufnahmen des gleichen Interpreten nicht aufgeführt werden. Ebenso werden aus Gründen der besseren Übersicht lediglich nennenswerte Coverversionen aufgeführt. Tätigkeiten als Komponist und/oder Liedtexter sind in der folgenden Tabelle unter der Spalte „Autor“ zusammengefasst worden. Für eine Übersicht aller Charterfolge siehe Joachim Witt/Diskografie.

## #
| Jahr | Titel                             | Interpret    | Autor                       | Produzent                   |
| ---- | --------------------------------- | ------------ | --------------------------- | --------------------------- |
| 2018 | 1000 Seelen                       | Joachim Witt | Grünes Häkchensymbol für ja |                             |
| 2015 | 1971 oder ein Mädchen aus Amerika | Joachim Witt | Grünes Häkchensymbol für ja | Grünes Häkchensymbol für ja |
| 2014 | 96 Tage                           | Joachim Witt | Grünes Häkchensymbol für ja | Grünes Häkchensymbol für ja |

## A
| Jahr | Titel               | Interpret                   | Autor                       | Produzent                   |
| ---- | ------------------- | --------------------------- | --------------------------- | --------------------------- |
| 2006 | Abendrot            | Joachim Witt mit Tilo Wolff |                             | Grünes Häkchensymbol für ja |
| 2022 | Abendwind           | Joachim Witt                | Grünes Häkchensymbol für ja |                             |
| 2018 | Agonie              | Joachim Witt                | Grünes Häkchensymbol für ja |                             |
| 2006 | Ahhh!!!             | Witt                        | Grünes Häkchensymbol für ja | Grünes Häkchensymbol für ja |
| 1985 | Alana               | Joachim Witt                | Grünes Häkchensymbol für ja | Grünes Häkchensymbol für ja |
| 1978 | All Over the Ocean  | Duesenberg                  | Grünes Häkchensymbol für ja |                             |
| 2016 | Alle nicken         | Joachim Witt                | Grünes Häkchensymbol für ja | Grünes Häkchensymbol für ja |
| 2015 | Alles was ich bin   | Joachim Witt                | Grünes Häkchensymbol für ja | Grünes Häkchensymbol für ja |
| 1983 | Anja                | Joachim Witt                | Grünes Häkchensymbol für ja | Grünes Häkchensymbol für ja |
| 1978 | Arzachena           | Duesenberg                  | Grünes Häkchensymbol für ja |                             |
| 1988 | Attack              | Joachim Witt                | Grünes Häkchensymbol für ja | Grünes Häkchensymbol für ja |
| 1988 | Auf die Theke, Baby | Joachim Witt                | Grünes Häkchensymbol für ja | Grünes Häkchensymbol für ja |
| 2014 | Aufstehen           | Joachim Witt                | Grünes Häkchensymbol für ja |                             |
| 1982 | Aus Liebe           | Schön                       |                             | Grünes Häkchensymbol für ja |

## B
| Jahr | Titel                     | Interpret    | Autor                       | Produzent                   |
| ---- | ------------------------- | ------------ | --------------------------- | --------------------------- |
| 2000 | Bataillon d’amour         | Witt         |                             | Grünes Häkchensymbol für ja |
| 1992 | Bahia-Maria               | Joachim Witt | Grünes Häkchensymbol für ja | Grünes Häkchensymbol für ja |
| 2012 | Beben                     | Joachim Witt | Grünes Häkchensymbol für ja |                             |
| 2022 | Bernstein                 | Joachim Witt | Grünes Häkchensymbol für ja |                             |
| 2014 | Bis ans Ende der Zeit     | Joachim Witt | Grünes Häkchensymbol für ja |                             |
| 2015 | Bitte geh mir aus dem Weg | Joachim Witt | Grünes Häkchensymbol für ja | Grünes Häkchensymbol für ja |
| 1985 | Blonde Kuh                | Joachim Witt | Grünes Häkchensymbol für ja | Grünes Häkchensymbol für ja |
| 1985 | Blue Dawn                 | Joachim Witt | Grünes Häkchensymbol für ja | Grünes Häkchensymbol für ja |
| 2012 | Blut                      | Joachim Witt | Grünes Häkchensymbol für ja |                             |
| 1985 | Burmese Days              | Joachim Witt | Grünes Häkchensymbol für ja | Grünes Häkchensymbol für ja |

## C
| Jahr | Titel                    | Interpret      | Autor                       | Produzent                   |
| ---- | ------------------------ | -------------- | --------------------------- | --------------------------- |
| 1985 | Can you dig the blues?   | Harry Gutowski | Grünes Häkchensymbol für ja |                             |
| 1983 | Casablanca (Phantasie)   | Mona Mur       |                             | Grünes Häkchensymbol für ja |
| 1979 | Computer Game            | Duesenberg     | Grünes Häkchensymbol für ja |                             |
| 1985 | Cool Down (Song for Lou) | Joachim Witt   | Grünes Häkchensymbol für ja | Grünes Häkchensymbol für ja |

## D
| Jahr | Titel                                      | Interpret                        | Autor                       | Produzent                   |
| ---- | ------------------------------------------ | -------------------------------- | --------------------------- | --------------------------- |
| 1989 | Daktari                                    | Metallic Traffic                 |                             | Grünes Häkchensymbol für ja |
| 2006 | Dämmerung                                  | Witt                             | Grünes Häkchensymbol für ja | Grünes Häkchensymbol für ja |
| 2018 | Dämon                                      | Joachim Witt                     | Grünes Häkchensymbol für ja |                             |
| 2000 | Dann warst du da!                          | Witt                             | Grünes Häkchensymbol für ja | Grünes Häkchensymbol für ja |
| 1998 | Das geht tief                              | Witt                             | Grünes Häkchensymbol für ja | Grünes Häkchensymbol für ja |
| 1997 | Das geht vorbei                            | Joachim Witt                     | Grünes Häkchensymbol für ja | Grünes Häkchensymbol für ja |
| 1998 | Das jüngste Gericht                        | Witt                             | Grünes Häkchensymbol für ja | Grünes Häkchensymbol für ja |
| 2022 | Das Leben in mir                           | Joachim Witt                     | Grünes Häkchensymbol für ja |                             |
| 1985 | Das Supergesicht                           | Joachim Witt                     | Grünes Häkchensymbol für ja | Grünes Häkchensymbol für ja |
| 1978 | Deep in the River                          | Duesenberg                       | Grünes Häkchensymbol für ja |                             |
| 2014 | Dein Lied                                  | Joachim Witt                     | Grünes Häkchensymbol für ja |                             |
| 1982 | Denn ich bin so einsam                     | Joachim Witt                     | Grünes Häkchensymbol für ja |                             |
| 2014 | Der Herbst                                 | Joachim Witt                     | Grünes Häkchensymbol für ja | Grünes Häkchensymbol für ja |
| 2000 | Der Sturm                                  | Witt                             | Grünes Häkchensymbol für ja | Grünes Häkchensymbol für ja |
| 1988 | Der Tankwart heißt Lou                     | Joachim Witt                     | Grünes Häkchensymbol für ja | Grünes Häkchensymbol für ja |
| 1982 | Der Thron                                  | Schön                            |                             | Grünes Häkchensymbol für ja |
| 2006 | Der Turm                                   | Joachim Witt                     | Grünes Häkchensymbol für ja | Grünes Häkchensymbol für ja |
| 1980 | Der Weg in die Ferne                       | Joachim Witt                     | Grünes Häkchensymbol für ja |                             |
| 1995 | Die braune Aktentasche                     | Joachim Witt                     | Grünes Häkchensymbol für ja |                             |
| 2014 | Die Erde brennt                            | Joachim Witt                     | Grünes Häkchensymbol für ja |                             |
| 2000 | Die Flucht                                 | Witt                             | Grünes Häkchensymbol für ja | Grünes Häkchensymbol für ja |
| 1998 | Die Flut                                   | Witt / Heppner                   | Grünes Häkchensymbol für ja | Grünes Häkchensymbol für ja |
| 2000 | Die Flut                                   | Mambo Kurt feat. Tom Angelripper | Grünes Häkchensymbol für ja |                             |
| 2006 | Die Macht                                  | Witt                             | Grünes Häkchensymbol für ja | Grünes Häkchensymbol für ja |
| 2020 | Die Rückkehr                               | Joachim Witt                     | Grünes Häkchensymbol für ja |                             |
| 2022 | Die Seele                                  | Joachim Witt                     | Grünes Häkchensymbol für ja |                             |
| 2022 | Die Wölfe ziehen                           | Joachim Witt                     | Grünes Häkchensymbol für ja |                             |
| 2009 | Dorian Hunter Theme                        | Witt                             | Grünes Häkchensymbol für ja | Grünes Häkchensymbol für ja |
| 2004 | Draußen vor der Tür                        | Joachim Witt                     | Grünes Häkchensymbol für ja | Grünes Häkchensymbol für ja |
| 2002 | Du Teufel                                  | Witt                             | Grünes Häkchensymbol für ja | Grünes Häkchensymbol für ja |
| 2004 | Du wirst bald Geschichte sein              | Joachim Witt                     | Grünes Häkchensymbol für ja | Grünes Häkchensymbol für ja |
| 2002 | Du wirst niemals meine Tränen in dir seh’n | Witt                             | Grünes Häkchensymbol für ja | Grünes Häkchensymbol für ja |
| 1992 | Durch die Straßen …                        | Joachim Witt                     | Grünes Häkchensymbol für ja | Grünes Häkchensymbol für ja |
| 1988 | Durch die Welt                             | Joachim Witt                     | Grünes Häkchensymbol für ja | Grünes Häkchensymbol für ja |

## E
| Jahr | Titel                                       | Interpret                       | Autor                       | Produzent                   |
| ---- | ------------------------------------------- | ------------------------------- | --------------------------- | --------------------------- |
| 2016 | Einheit                                     | Joachim Witt                    | Grünes Häkchensymbol für ja | Grünes Häkchensymbol für ja |
| 1983 | Einmal werd’ ich ganz berühmt               | Joachim Witt                    | Grünes Häkchensymbol für ja | Grünes Häkchensymbol für ja |
| 2018 | Eis und Schnee                              | Joachim Witt                    | Grünes Häkchensymbol für ja |                             |
| 1988 | Engel sind zart                             | Joachim Witt                    | Grünes Häkchensymbol für ja | Grünes Häkchensymbol für ja |
| 1988 | Entertain                                   | Joachim Witt                    | Grünes Häkchensymbol für ja | Grünes Häkchensymbol für ja |
| 2004 | Erst wenn das Herz nicht mehr aus Stein ist | Joachim Witt & Jasmin Tabatabai | Grünes Häkchensymbol für ja | Grünes Häkchensymbol für ja |
| 2014 | Es regnet in mir                            | Joachim Witt                    | Grünes Häkchensymbol für ja |                             |
| 2015 | Es wirbeln die Äste                         | Joachim Witt                    | Grünes Häkchensymbol für ja | Grünes Häkchensymbol für ja |
| 1982 | Exil                                        | Joachim Witt                    | Grünes Häkchensymbol für ja |                             |

## F
| Jahr | Titel                    | Interpret    | Autor                       | Produzent                   |
| ---- | ------------------------ | ------------ | --------------------------- | --------------------------- |
| 1979 | Finis Sister             | Duesenberg   | Grünes Häkchensymbol für ja |                             |
| 2002 | Fliegen                  | Witt         | Grünes Häkchensymbol für ja | Grünes Häkchensymbol für ja |
| 2004 | Fluch der Liebe          | Joachim Witt | Grünes Häkchensymbol für ja | Grünes Häkchensymbol für ja |
| 2002 | Freundschaft             | Witt         | Grünes Häkchensymbol für ja | Grünes Häkchensymbol für ja |
| 1982 | Friede Freude Eierkuchen | Schön        |                             | Grünes Häkchensymbol für ja |
| 2014 | Frühlingskind            | Joachim Witt | Grünes Häkchensymbol für ja |                             |
| 2004 | Für den Moment           | Joachim Witt | Grünes Häkchensymbol für ja | Grünes Häkchensymbol für ja |
| 1982 | Fürstenhochzeit im Exil  | Frl. Menke   | Grünes Häkchensymbol für ja |                             |

## G
| Jahr | Titel                           | Interpret                                                                                       | Autor                       | Produzent                   |
| ---- | ------------------------------- | ----------------------------------------------------------------------------------------------- | --------------------------- | --------------------------- |
| 2016 | Geh deinen Weg                  | Joachim Witt                                                                                    | Grünes Häkchensymbol für ja | Grünes Häkchensymbol für ja |
| 1982 | Geh mal vor                     | Joachim Witt                                                                                    | Grünes Häkchensymbol für ja | Grünes Häkchensymbol für ja |
| 2020 | Geist an das Licht              | Joachim Witt                                                                                    | Grünes Häkchensymbol für ja |                             |
| 1982 | Geisterbahn                     | Schön                                                                                           |                             | Grünes Häkchensymbol für ja |
| 1979 | Get it on                       | Duesenberg                                                                                      | Grünes Häkchensymbol für ja |                             |
| 2020 | Gib mir den Himmel              | Joachim Witt                                                                                    | Grünes Häkchensymbol für ja |                             |
| 2012 | Gloria                          | Joachim Witt                                                                                    | Grünes Häkchensymbol für ja |                             |
| 2013 | Gloria                          | Gregorian                                                                                       | Grünes Häkchensymbol für ja |                             |
| 2020 | Gloria (Gregorian Version 2020) | Gregorian                                                                                       | Grünes Häkchensymbol für ja |                             |
| 1982 | Gnade                           | Schön                                                                                           |                             | Grünes Häkchensymbol für ja |
| 1980 | Goldener Reiter                 | Joachim Witt                                                                                    | Grünes Häkchensymbol für ja | Grünes Häkchensymbol für ja |
| 1982 | Goldener Reiter                 | James Last                                                                                      | Grünes Häkchensymbol für ja |                             |
| 1994 | Goldener Reiter                 | Abstürzende Brieftauben                                                                         | Grünes Häkchensymbol für ja |                             |
| 1995 | Goldener Reiter                 | Joachim Witt (Liedtitel: Goldener Raver)                                                        | Grünes Häkchensymbol für ja |                             |
| 1996 | Goldener Reiter                 | Rawside                                                                                         | Grünes Häkchensymbol für ja |                             |
| 1999 | Goldener Reiter                 | Lost Lyrics                                                                                     | Grünes Häkchensymbol für ja |                             |
| 2006 | Goldener Reiter                 | Die Schröders                                                                                   | Grünes Häkchensymbol für ja |                             |
| 2008 | Goldener Reiter                 | Joachim Witt und die Deutsche Reit-Nationalmannschaft (Liedtitel: Wir sind die goldenen Reiter) | Grünes Häkchensymbol für ja |                             |
| 2009 | Goldener Reiter                 | Heiko & Maiko                                                                                   | Grünes Häkchensymbol für ja |                             |
| 2009 | Goldener Reiter                 | Michelle Leonard (Liedtitel: Golden Rider)                                                      | Grünes Häkchensymbol für ja |                             |
| 2014 | Goldener Reiter                 | Nino de Angelo                                                                                  | Grünes Häkchensymbol für ja |                             |
| 2016 | Goldener Reiter                 | Sondaschule                                                                                     | Grünes Häkchensymbol für ja |                             |
| 2018 | Goldener Reiter                 | Leæther Strip                                                                                   | Grünes Häkchensymbol für ja |                             |
| 2019 | Goldener Reiter                 | Erik Cohen                                                                                      | Grünes Häkchensymbol für ja |                             |
| 2020 | Goldener Reiter                 | Die Kreatur                                                                                     | Grünes Häkchensymbol für ja |                             |
| 2020 | Goldener Reiter                 | Eisbrecher                                                                                      | Grünes Häkchensymbol für ja |                             |
| 2022 | Goldener Reiter                 | Luzifer                                                                                         | Grünes Häkchensymbol für ja |                             |
| 2018 | Goldrausch                      | Joachim Witt                                                                                    | Grünes Häkchensymbol für ja |                             |

## H
| Jahr | Titel                         | Interpret    | Autor                       | Produzent                   |
| ---- | ----------------------------- | ------------ | --------------------------- | --------------------------- |
| 1991 | Hallo Deutschland             | Joachim Witt | Grünes Häkchensymbol für ja |                             |
| 1992 | Hallo-Hallo                   | Joachim Witt | Grünes Häkchensymbol für ja | Grünes Häkchensymbol für ja |
| 1983 | Halt’ mich                    | Joachim Witt | Grünes Häkchensymbol für ja | Grünes Häkchensymbol für ja |
| 2015 | Hände hoch                    | Joachim Witt | Grünes Häkchensymbol für ja | Grünes Häkchensymbol für ja |
| 2018 | Herr der Berge                | Joachim Witt | Grünes Häkchensymbol für ja |                             |
| 2000 | Hey Hey (Was für ein Morgen!) | Witt         | Grünes Häkchensymbol für ja | Grünes Häkchensymbol für ja |
| 1977 | Holiday Island                | Duesenberg   | Grünes Häkchensymbol für ja |                             |
| 2014 | Hoping                        | Joachim Witt | Grünes Häkchensymbol für ja |                             |
| 1983 | Hörner in der Nacht           | Joachim Witt | Grünes Häkchensymbol für ja | Grünes Häkchensymbol für ja |
| 1985 | How Will I Know               | Joachim Witt | Grünes Häkchensymbol für ja | Grünes Häkchensymbol für ja |
| 2006 | Hundert Leiber                | Witt         | Grünes Häkchensymbol für ja | Grünes Häkchensymbol für ja |

## I
| Jahr | Titel                             | Interpret                        | Autor                       | Produzent                   |
| ---- | --------------------------------- | -------------------------------- | --------------------------- | --------------------------- |
| 1983 | I Know - We Know (She Knows Kino) | Joachim Witt                     | Grünes Häkchensymbol für ja | Grünes Häkchensymbol für ja |
| 1982 | Ich bin der deutsche Neger        | Joachim Witt                     | Grünes Häkchensymbol für ja | Grünes Häkchensymbol für ja |
| 2002 | Ich bin schwul                    | Witt                             | Grünes Häkchensymbol für ja | Grünes Häkchensymbol für ja |
| 1982 | Ich fahr’ nach Afrika             | Joachim Witt                     | Grünes Häkchensymbol für ja |                             |
| 1980 | Ich hab so Lust auf Industrie     | Joachim Witt                     | Grünes Häkchensymbol für ja |                             |
| 2006 | Ich spreng den Tag!               | Witt                             | Grünes Häkchensymbol für ja | Grünes Häkchensymbol für ja |
| 2022 | Ich spür die Liebe in mir         | Joachim Witt                     | Grünes Häkchensymbol für ja |                             |
| 2018 | Ich will leben                    | Joachim Witt                     | Grünes Häkchensymbol für ja |                             |
| 2004 | Ich will mehr                     | Joachim Witt                     | Grünes Häkchensymbol für ja | Grünes Häkchensymbol für ja |
| 1988 | Im Stau                           | Joachim Witt                     | Grünes Häkchensymbol für ja | Grünes Häkchensymbol für ja |
| 2004 | Immer noch                        | Joachim Witt                     | Grünes Häkchensymbol für ja | Grünes Häkchensymbol für ja |
| 1992 | Immer schlimmer                   | Joachim Witt                     | Grünes Häkchensymbol für ja | Grünes Häkchensymbol für ja |
| 1992 | In die falsche Welt geboren       | Joachim Witt                     | Grünes Häkchensymbol für ja | Grünes Häkchensymbol für ja |
| 2022 | In Einsamkeit                     | Joachim Witt                     | Grünes Häkchensymbol für ja | Grünes Häkchensymbol für ja |
| 1985 | In Grey                           | Joachim Witt                     | Grünes Häkchensymbol für ja | Grünes Häkchensymbol für ja |
| 2000 | In tiefer Nacht                   | Witt                             | Grünes Häkchensymbol für ja | Grünes Häkchensymbol für ja |
| 1982 | Inflation im Paradies             | Joachim Witt                     | Grünes Häkchensymbol für ja |                             |
| 2005 | Inflation im Paradies             | JazzIndeed with Michael Schiefel | Grünes Häkchensymbol für ja |                             |

## J
| Jahr | Titel            | Interpret    | Autor                       | Produzent                   |
| ---- | ---------------- | ------------ | --------------------------- | --------------------------- |
| 1980 | Ja, ja…          | Joachim Witt | Grünes Häkchensymbol für ja | Grünes Häkchensymbol für ja |
| 1984 | Ja, super        | Joachim Witt | Grünes Häkchensymbol für ja | Grünes Häkchensymbol für ja |
| 1998 | Jamma nich       | Nena         | Grünes Häkchensymbol für ja |                             |
| 2012 | Jetzt geh        | Joachim Witt | Grünes Häkchensymbol für ja |                             |
| 2000 | Jetzt und ehedem | Witt         | Grünes Häkchensymbol für ja | Grünes Häkchensymbol für ja |
| 1978 | Judee            | Duesenberg   | Grünes Häkchensymbol für ja |                             |

## K
| Jahr | Titel                                    | Interpret                    | Autor                       | Produzent                   |
| ---- | ---------------------------------------- | ---------------------------- | --------------------------- | --------------------------- |
| 1989 | K.K.                                     | Metallic Traffic             |                             | Grünes Häkchensymbol für ja |
| 1992 | Kapitän der Träume                       | Joachim Witt                 | Grünes Häkchensymbol für ja | Grünes Häkchensymbol für ja |
| 2013 | Kein Weg zu weit                         | Mono Inc. feat. Joachim Witt | Grünes Häkchensymbol für ja |                             |
| 1982 | Kettenreaktion                           | Schön                        |                             | Grünes Häkchensymbol für ja |
| 2012 | Komm nie wieder zurück                   | Joachim Witt                 | Grünes Häkchensymbol für ja |                             |
| 2012 | Königreich                               | Joachim Witt                 | Grünes Häkchensymbol für ja |                             |
| 2020 | Kopfschwul                               | Joachim Witt                 | Grünes Häkchensymbol für ja |                             |
| 1980 | Kosmetik (Ich bin das Glück dieser Erde) | Joachim Witt                 | Grünes Häkchensymbol für ja | Grünes Häkchensymbol für ja |
| 1982 | Kosmetik (Ich bin das Glück dieser Erde) | James Last                   | Grünes Häkchensymbol für ja |                             |
| 2011 | Kosmetik (Ich bin das Glück dieser Erde) | Lisa Bassenge                | Grünes Häkchensymbol für ja |                             |
| 1992 | Kosmo                                    | Jock Hattle                  | Grünes Häkchensymbol für ja |                             |
| 2004 | Krieger des Lichts                       | Joachim Witt                 | Grünes Häkchensymbol für ja | Grünes Häkchensymbol für ja |
| 1982 | Kuwait                                   | Joachim Witt                 | Grünes Häkchensymbol für ja |                             |
| 2000 | Kyrie eleison! (Der Mönch)               | Witt                         | Grünes Häkchensymbol für ja | Grünes Häkchensymbol für ja |

## L
| Jahr | Titel           | Interpret                    | Autor                       | Produzent                   |
| ---- | --------------- | ---------------------------- | --------------------------- | --------------------------- |
| 2015 | Lagerfeuer      | Joachim Witt                 | Grünes Häkchensymbol für ja | Grünes Häkchensymbol für ja |
| 1979 | Laß mich        | Duesenberg                   | Grünes Häkchensymbol für ja |                             |
| 1988 | Le Cowboy       | Seen links, Schlösser rechts |                             | Grünes Häkchensymbol für ja |
| 2016 | Lebe dein Leben | Joachim Witt                 | Grünes Häkchensymbol für ja | Grünes Häkchensymbol für ja |
| 2006 | Leben im Staub  | Witt                         | Grünes Häkchensymbol für ja | Grünes Häkchensymbol für ja |
| 2018 | Leben und Tod   | Joachim Witt                 | Grünes Häkchensymbol für ja |                             |
| 2012 | Leichtsinn      | Joachim Witt                 | Grünes Häkchensymbol für ja |                             |
| 2012 | Licht im Ozean  | Joachim Witt                 | Grünes Häkchensymbol für ja |                             |
| 1998 | Liebe und Zorn  | Witt                         | Grünes Häkchensymbol für ja | Grünes Häkchensymbol für ja |

## M
| Jahr | Titel                                       | Interpret    | Autor                       | Produzent                   |
| ---- | ------------------------------------------- | ------------ | --------------------------- | --------------------------- |
| 1983 | Märchenblau                                 | Joachim Witt | Grünes Häkchensymbol für ja | Grünes Häkchensymbol für ja |
| 2018 | Mein Diamant                                | Joachim Witt | Grünes Häkchensymbol für ja |                             |
| 2004 | Mein Freund der Baum                        | Joachim Witt |                             | Grünes Häkchensymbol für ja |
| 2022 | Mein Leben staut sich hinter der Stirn      | Joachim Witt | Grünes Häkchensymbol für ja |                             |
| 1980 | Mein Schatten (na, na, na, du Bandit, du)   | Joachim Witt | Grünes Häkchensymbol für ja |                             |
| 1988 | Meine Lotion                                | Joachim Witt | Grünes Häkchensymbol für ja | Grünes Häkchensymbol für ja |
| 1980 | Meine Nerven                                | Joachim Witt | Grünes Häkchensymbol für ja |                             |
| 2006 | Menschen                                    | Witt         | Grünes Häkchensymbol für ja | Grünes Häkchensymbol für ja |
| 1985 | Mi amor                                     | Joachim Witt | Grünes Häkchensymbol für ja | Grünes Häkchensymbol für ja |
| 1985 | Moonlight                                   | Joachim Witt | Grünes Häkchensymbol für ja | Grünes Häkchensymbol für ja |
| 1998 | Morgenstern                                 | Witt         | Grünes Häkchensymbol für ja | Grünes Häkchensymbol für ja |
| 2012 | Mut eines Kriegers                          | Joachim Witt | Grünes Häkchensymbol für ja |                             |
| 1982 | Mutter Natur (oder das Echo von Euskirchen) | Joachim Witt | Grünes Häkchensymbol für ja |                             |

## N
| Jahr | Titel         | Interpret    | Autor                       | Produzent                   |
| ---- | ------------- | ------------ | --------------------------- | --------------------------- |
| 2015 | Nachtflug     | Joachim Witt | Grünes Häkchensymbol für ja | Grünes Häkchensymbol für ja |
| 2006 | Neuland       | Witt         | Grünes Häkchensymbol für ja | Grünes Häkchensymbol für ja |
| 2014 | Neumond       | Joachim Witt | Grünes Häkchensymbol für ja |                             |
| 1983 | Night and Day | Joachim Witt | Grünes Häkchensymbol für ja | Grünes Häkchensymbol für ja |
| 1985 | No-no-no-no   | Joachim Witt | Grünes Häkchensymbol für ja | Grünes Häkchensymbol für ja |
| 1992 | Nur mal so    | Joachim Witt | Grünes Häkchensymbol für ja | Grünes Häkchensymbol für ja |
| 1992 | Nur mit dir   | Joachim Witt | Grünes Häkchensymbol für ja | Grünes Häkchensymbol für ja |

## O
| Jahr | Titel        | Interpret    | Autor                       | Produzent                   |
| ---- | ------------ | ------------ | --------------------------- | --------------------------- |
| 1979 | Oh, Mary Lou | Duesenberg   | Grünes Häkchensymbol für ja |                             |
| 2014 | Ohne dich    | Joachim Witt | Grünes Häkchensymbol für ja |                             |
| 2015 | Olé          | Joachim Witt | Grünes Häkchensymbol für ja | Grünes Häkchensymbol für ja |

## P
| Jahr | Titel               | Interpret    | Autor                       | Produzent                   |
| ---- | ------------------- | ------------ | --------------------------- | --------------------------- |
| 1982 | Palazzo dello Sport | Schön        |                             | Grünes Häkchensymbol für ja |
| 1988 | Pet shop boy        | Joachim Witt | Grünes Häkchensymbol für ja | Grünes Häkchensymbol für ja |

## Q
| Jahr | Titel     | Interpret              | Autor                       | Produzent |
| ---- | --------- | ---------------------- | --------------------------- | --------- |
| 2018 | Quo vadis | Joachim Witt           | Grünes Häkchensymbol für ja |           |
| 2018 | Quo vadis | U96 feat. Joachim Witt | Grünes Häkchensymbol für ja |           |

## R
| Jahr | Titel              | Interpret    | Autor                       | Produzent                   |
| ---- | ------------------ | ------------ | --------------------------- | --------------------------- |
| 2016 | Rain from the past | Joachim Witt | Grünes Häkchensymbol für ja | Grünes Häkchensymbol für ja |
| 1988 | Reizwort           | Joachim Witt | Grünes Häkchensymbol für ja | Grünes Häkchensymbol für ja |
| 1982 | Restlos            | Joachim Witt | Grünes Häkchensymbol für ja | Grünes Häkchensymbol für ja |
| 1983 | Rhythmus im Blut   | Joachim Witt | Grünes Häkchensymbol für ja | Grünes Häkchensymbol für ja |
| 2020 | Rote Tränen        | Joachim Witt | Grünes Häkchensymbol für ja |                             |
| 2022 | Rübezahl           | Joachim Witt | Grünes Häkchensymbol für ja |                             |
| 1985 | Rucksack-Idiot     | Joachim Witt | Grünes Häkchensymbol für ja | Grünes Häkchensymbol für ja |
| 1979 | Ruby               | Duesenberg   | Grünes Häkchensymbol für ja |                             |

## S
| Jahr | Titel                         | Interpret    | Autor                       | Produzent                   |
| ---- | ----------------------------- | ------------ | --------------------------- | --------------------------- |
| 2004 | Sag was du willst             | Joachim Witt | Grünes Häkchensymbol für ja | Grünes Häkchensymbol für ja |
| 1985 | Sahib (Combat-Dada-Video)     | Joachim Witt | Grünes Häkchensymbol für ja | Grünes Häkchensymbol für ja |
| 2020 | Schmerzende Welt              | Joachim Witt | Grünes Häkchensymbol für ja |                             |
| 2006 | Schmutz                       | Witt         | Grünes Häkchensymbol für ja | Grünes Häkchensymbol für ja |
| 2002 | Schwingenschlag               | Witt         | Grünes Häkchensymbol für ja | Grünes Häkchensymbol für ja |
| 2000 | Seenot                        | Witt         | Grünes Häkchensymbol für ja | Grünes Häkchensymbol für ja |
| 2022 | Shandai Ya                    | Joachim Witt | Grünes Häkchensymbol für ja |                             |
| 1982 | Shangrila                     | Schön        |                             | Grünes Häkchensymbol für ja |
| 1982 | Simsalabim                    | Schön        |                             | Grünes Häkchensymbol für ja |
| 1979 | Slavin' my life away          | Duesenberg   | Grünes Häkchensymbol für ja |                             |
| 2022 | So fern                       | Joachim Witt | Grünes Häkchensymbol für ja |                             |
| 2016 | So oder so                    | Joachim Witt | Grünes Häkchensymbol für ja | Grünes Häkchensymbol für ja |
| 1982 | So so                         | Schön        |                             | Grünes Häkchensymbol für ja |
| 1985 | So Tight                      | Joachim Witt | Grünes Häkchensymbol für ja | Grünes Häkchensymbol für ja |
| 1980 | Sonne hat sie gesagt          | Joachim Witt | Grünes Häkchensymbol für ja |                             |
| 2014 | Spät                          | Joachim Witt | Grünes Häkchensymbol für ja |                             |
| 2004 | Später                        | Joachim Witt | Grünes Häkchensymbol für ja | Grünes Häkchensymbol für ja |
| 2000 | Stay?                         | Witt         | Grünes Häkchensymbol für ja | Grünes Häkchensymbol für ja |
| 2002 | Steif                         | Witt         | Grünes Häkchensymbol für ja | Grünes Häkchensymbol für ja |
| 2020 | Steinzeit                     | Joachim Witt | Grünes Häkchensymbol für ja |                             |
| 2022 | Stern                         | Joachim Witt | Grünes Häkchensymbol für ja |                             |
| 2014 | Strandgut                     | Joachim Witt | Grünes Häkchensymbol für ja |                             |
| 1982 | Strenges Mädchen              | Joachim Witt | Grünes Häkchensymbol für ja |                             |
| 1985 | Strom                         | Joachim Witt | Grünes Häkchensymbol für ja | Grünes Häkchensymbol für ja |
| 2002 | Supergestört und superversaut | Witt         | Grünes Häkchensymbol für ja | Grünes Häkchensymbol für ja |

## T
| Jahr | Titel                            | Interpret                                  | Autor                       | Produzent                   |
| ---- | -------------------------------- | ------------------------------------------ | --------------------------- | --------------------------- |
| 2016 | Tag für Tag                      | Joachim Witt                               | Grünes Häkchensymbol für ja | Grünes Häkchensymbol für ja |
| 2016 | Thron                            | Joachim Witt                               | Grünes Häkchensymbol für ja | Grünes Häkchensymbol für ja |
| 2006 | Tief in der Tiefe                | Witt                                       | Grünes Häkchensymbol für ja | Grünes Häkchensymbol für ja |
| 2006 | Tiefenrausch                     | Witt                                       |                             | Grünes Häkchensymbol für ja |
| 2015 | Tod oder Leben                   | Joachim Witt                               | Grünes Häkchensymbol für ja | Grünes Häkchensymbol für ja |
| 2012 | Tränen                           | Joachim Witt                               | Grünes Häkchensymbol für ja |                             |
| 2002 | Trauer liegt über’m See          | Witt                                       | Grünes Häkchensymbol für ja | Grünes Häkchensymbol für ja |
| 1998 | Trauma                           | Witt                                       | Grünes Häkchensymbol für ja | Grünes Häkchensymbol für ja |
| 1998 | Träume, die kein Wind verweht    | Witt                                       | Grünes Häkchensymbol für ja | Grünes Häkchensymbol für ja |
| 1998 | Treibjagd                        | Witt                                       | Grünes Häkchensymbol für ja | Grünes Häkchensymbol für ja |
| 1982 | Tri tra trullala (Herbergsvater) | Joachim Witt                               | Grünes Häkchensymbol für ja | Grünes Häkchensymbol für ja |
| 1982 | Tri tra trullala (Herbergsvater) | James Last                                 | Grünes Häkchensymbol für ja | Grünes Häkchensymbol für ja |
| 2014 | Tri tra trullala (Herbergsvater) | Metallspürhunde (Liedtitel: Herbergsvater) | Grünes Häkchensymbol für ja |                             |
| 1992 | Trotzdem schön                   | Joachim Witt                               | Grünes Häkchensymbol für ja | Grünes Häkchensymbol für ja |
| 2004 | Troy                             | Die Fantastischen Vier                     | Grünes Häkchensymbol für ja |                             |

## U
| Jahr | Titel                        | Interpret    | Autor                       | Produzent                   |
| ---- | ---------------------------- | ------------ | --------------------------- | --------------------------- |
| 2015 | Über das Meer                | Joachim Witt | Grünes Häkchensymbol für ja | Grünes Häkchensymbol für ja |
| 2000 | Über den Ozean               | Witt         | Grünes Häkchensymbol für ja | Grünes Häkchensymbol für ja |
| 1998 | Und…ich lauf                 | Witt         | Grünes Häkchensymbol für ja | Grünes Häkchensymbol für ja |
| 2002 | Und die Blumen sind erfroren | Witt         | Grünes Häkchensymbol für ja | Grünes Häkchensymbol für ja |
| 2007 | Unsere Welt                  | Witt         | Grünes Häkchensymbol für ja |                             |
| 2012 | Untergehen                   | Joachim Witt | Grünes Häkchensymbol für ja |                             |

## V
| Jahr | Titel              | Interpret    | Autor                       | Produzent                   |
| ---- | ------------------ | ------------ | --------------------------- | --------------------------- |
| 2006 | Vandemar           | Joachim Witt | Grünes Häkchensymbol für ja |                             |
| 1998 | Venusmond          | Witt         | Grünes Häkchensymbol für ja | Grünes Häkchensymbol für ja |
| 2005 | Verlorene Kindheit | Joachim Witt | Grünes Häkchensymbol für ja |                             |
| 2004 | Vorwärts           | Joachim Witt | Grünes Häkchensymbol für ja | Grünes Häkchensymbol für ja |

## W
| Jahr | Titel                         | Interpret    | Autor                       | Produzent                   |
| ---- | ----------------------------- | ------------ | --------------------------- | --------------------------- |
| 1982 | Warten auf das große Glück    | Joachim Witt | Grünes Häkchensymbol für ja |                             |
| 2015 | Warten auf Wunder             | Joachim Witt | Grünes Häkchensymbol für ja | Grünes Häkchensymbol für ja |
| 2018 | Was bleibt?                   | Joachim Witt | Grünes Häkchensymbol für ja |                             |
| 2015 | Was soll ich dir sagen        | Joachim Witt | Grünes Häkchensymbol für ja | Grünes Häkchensymbol für ja |
| 1979 | We don't talk to strangers    | Duesenberg   | Grünes Häkchensymbol für ja |                             |
| 2007 | Weh-oh-Weh                    | Witt         | Grünes Häkchensymbol für ja |                             |
| 2016 | Weit ist der Weg              | Joachim Witt | Grünes Häkchensymbol für ja | Grünes Häkchensymbol für ja |
| 2016 | Wenn du mich rufst            | Joachim Witt | Grünes Häkchensymbol für ja | Grünes Häkchensymbol für ja |
| 2006 | Wem gehört das Sternenlicht?  | Witt         | Grünes Häkchensymbol für ja | Grünes Häkchensymbol für ja |
| 2018 | Wenn der Winter kommt         | Joachim Witt | Grünes Häkchensymbol für ja |                             |
| 1985 | When I Fall in Love (Mit dir) | Joachim Witt | Grünes Häkchensymbol für ja | Grünes Häkchensymbol für ja |
| 1985 | When You Leave Your Love      | Joachim Witt |                             | Grünes Häkchensymbol für ja |
| 1985 | Why Don’t                     | Joachim Witt | Grünes Häkchensymbol für ja | Grünes Häkchensymbol für ja |
| 2002 | Wie ein Schrei                | Witt         | Grünes Häkchensymbol für ja | Grünes Häkchensymbol für ja |
| 1983 | Wie ein wilder Stier          | Joachim Witt | Grünes Häkchensymbol für ja | Grünes Häkchensymbol für ja |
| 1983 | Wieder bin ich nicht geflogen | Joachim Witt | Grünes Häkchensymbol für ja | Grünes Häkchensymbol für ja |
| 2018 | Wiedersehen woanders          | Joachim Witt | Grünes Häkchensymbol für ja |                             |
| 2015 | Wieviel mal noch              | Joachim Witt | Grünes Häkchensymbol für ja | Grünes Häkchensymbol für ja |
| 1983 | Wild ist die Welt             | Mona Mur     |                             | Grünes Häkchensymbol für ja |
| 2020 | Windstille                    | Joachim Witt | Grünes Häkchensymbol für ja |                             |
| 1998 | Wintermärz                    | Witt         | Grünes Häkchensymbol für ja | Grünes Häkchensymbol für ja |
| 2016 | Winterwald                    | Joachim Witt | Grünes Häkchensymbol für ja | Grünes Häkchensymbol für ja |
| 2020 | Wo blüht der Mohn?            | Joachim Witt | Grünes Häkchensymbol für ja |                             |
| 2003 | Wo sind wir jetzt             | Joachim Witt |                             | Grünes Häkchensymbol für ja |
| 2006 | Wo versteckt sich Gott?       | Witt         | Grünes Häkchensymbol für ja | Grünes Häkchensymbol für ja |
| 2018 | Wofür du stehst               | Joachim Witt | Grünes Häkchensymbol für ja |                             |
| 1982 | Würfel 1 und B,2,3,4          | Schön        |                             | Grünes Häkchensymbol für ja |

## Y
| Jahr | Titel              | Interpret                    | Autor                       | Produzent                   |
| ---- | ------------------ | ---------------------------- | --------------------------- | --------------------------- |
| 2004 | You Make Me Wonder | Joachim Witt                 | Grünes Häkchensymbol für ja | Grünes Häkchensymbol für ja |
| 1988 | Your Face          | Seen links, Schlösser rechts |                             | Grünes Häkchensymbol für ja |
| 1979 | Yvonne             | Duesenberg                   | Grünes Häkchensymbol für ja |                             |

## Z
| Jahr | Titel                 | Interpret    | Autor                       | Produzent                   |
| ---- | --------------------- | ------------ | --------------------------- | --------------------------- |
| 1985 | Zick-Zack-Zucker-Rock | Joachim Witt | Grünes Häkchensymbol für ja | Grünes Häkchensymbol für ja |
| 2004 | Zeit zu gehen         | Joachim Witt | Grünes Häkchensymbol für ja | Grünes Häkchensymbol für ja |
| 2020 | Zora                  | Joachim Witt | Grünes Häkchensymbol für ja |                             |